# Manuel Vidal Fernández
Manuel Vidal Fernández (La Habana, Cuba, 24 de junio de 1929 - 2004), pintor cubano.
Desarrolló diversas manifestaciones artísticas entre ellas la pintura, el dibujo, el grabado y el diseño gráfico. 
El artistas cursó variados estudios en Cuba y en el extranjero. En el ámbito del segundo podemos mencionar la Beca otorgada en 1959 por la Dirección General de Cultura del Ministerio de Educación de Cuba para estudiar Pintura en Francia, y la Beca para estudiar pintura y grabado en el Real Círculo Artístico de Barcelona, España, de 1960 a 1961.

## Exposiciones Personales
Durante su vida artística realizó variadas exposiciones personales, entre ellas podemos mencionar Exposición de Manolo Vidal.Puñado de Dibujos, algún Gouache y alguna Tinta, de 1962 realizada en el Lyceum, en La Habana, Cuba. En 1964 presenta su trabajo Exposición Dibujos de Manuel Vidal en la Biblioteca Nacional "José Martí," en La Habana, Cuba. En 1995 realiza la exposición Diálogos, Dilemas, Deseos y Discursos. Dibujos de Manuel e Hilda Vidal, en la Galería de Arte Domingo Ravenet, en La Habana, Cuba. Y en 1996 presenta La Interpretación de los Sueños, en la Galería Espacio Abierto, Revista Revolución y Cultura, en La Habana, Cuba.

## Exposiciones colectivas
El artista también ha tomado parte en numerosas exposiciones colectivas, entre ellas podemos mencionar 28 Dibujos y Gouaches de... Antonia Eiriz, Manuel Vidal, Fayad Jamís, Guido Llinás, Antonio Vidal, realizada en la Confederación de Trabajadores de Cuba, en La Habana, Cuba, en 1952. En 1959 es incluido en el Salón Anual 1959. Pintura, Escultura y Grabado, realizado en el Museo Nacional de Bellas Artes, en La Habana, Cuba. En 1963 algunos de sus trabajos fueron seleccionados para configurar el Salón Nacional de Grabado 1963 . Museo Nacional de Bellas Artes, en La Habana, Cuba. En 1966 fue uno de los artistas convidados a realizar Homenaje al "26 de Julio", realizada en la Galería Latinoamericana de la Casa de las Américas, en La Habana, Cuba. Y en 1991 participó de la exposición Olor a Tinta, que tomó lugar en la Galería Habana, en La Habana, Cuba.
- Datos: Q6752934